# Carbono acetilénico lineal
El carbono acetilénico lineal (LAC por sus siglas en inglés), también llamado carbino, es un alótropo del carbono que tiene la estructura química -(C≡C)n- como una cadena repetitiva.
Los átomos de carbono en esta forma están dispuestos cada uno de ellos en una geometría lineal con hibridación sp: es un polímero con enlaces sencillos y enlaces triples alternados. Este tipo de carbino es de considerable interés en nanotecnología debido a que su módulo de Young es cuarenta veces el del diamante, el más duro material conocido. La existencia del carbino en sí mismo como un alótropo del carbono es controvertida, ya que las propiedades y métodos sintéticos lucen consistentes con la generación de fullerenos. Sin embargo, los oligómeros de polialquinos llamados poliinos como substructuras de compuestos mayores son bien conocidos e investigados de manera activa como sustitutos. Las cadenas de carbino de más de 300 átomos de carbono han sido preparadas y parecen ser razonablemente estables tan pronto como los alquinos terminales de la cadena son cubiertos en vez de tener un átomo acetilénico de H libre. El análisis en este estudio demostró específicamente que el resultado fue una estructura tipo carbino en vez de un fullereno.
Un análisis de un alótropo de carbono lineal sintetizado encontró que tiene una estructura electrónica de cumuleno, que son dobles enlaces secuenciales a lo largo de una cadena de carbono con hibridación sp, en vez del patrón que alterna enlaces sencillos y triples del carbino lineal.

## Origen del carbino
El origen del carbino es un misterio, ya que, por un lado, los astrónomos creen haber detectado su firma en el espacio interestelar. Por otro lado, los químicos llevan décadas discutiendo si habían llegado a crear este material en la Tierra. Sin embargo, hace un par de años, sintetizaron cadenas de carbón de hasta cuatro átomos de largo en una solución.
Las primeras afirmaciones de detección de este alótropo se realizaron en 1960  y se repitieron en 1978.  Un reexamen de muestras de varios informes anteriores en 1982 determinó que las señales originalmente atribuidas al carbino se debían de hecho a impurezas de silicato en las muestras. La ausencia de carbino cristalino hizo que la observación directa de un sólido ensamblado con carbino puro siguiera siendo un gran desafío, [ se necesita aclaración ]porque hasta la fecha no se dispone de cristales de carbino con estructuras bien definidas y tamaños suficientes. De hecho, este es el principal obstáculo para la aceptación general del carbino como un verdadero alótropo de carbono. El misterioso carbino aún atraía a los científicos con sus posibles propiedades extraordinarias.
Durante los últimos treinta y cinco años, se ha publicado en la literatura científica un volumen cada vez mayor de trabajos experimentales y teóricos relacionados con la preparación de carbino y el estudio de su estructura, propiedades y aplicaciones potenciales. En 1968 se descubrió un nuevo mineral de color blanco plateado en los gneises grafíticos del cráter Ries (Nordlingen, Baviera, Alemania). Se descubrió que este material consistía completamente en carbono y que las dimensiones de sus celdas hexagonales coincidían con las reportadas anteriormente para la carabina por científicos rusos.

## Propiedades
Las cadenas de carbono acetilénico lineal son llamadas a ser el material más resistente que existe por unidad de densidad. Los cálculos indican que el esfuerzo de tensión específico (esfuerzo entre densidad) es de 6.0–7.5×107 N⋅m/kg, superior al grafeno con 4.7–5.5×107 N⋅m/kg, a los nanotubos de carbono con 4.3–5.0×107 N⋅m/kg, y al diamante con 2.5–6.5×107 N⋅m/kg. Su módulo específico (Módulo de Young entre densidad) que ronda los 109 N⋅m/kg es a su vez el doble que el grafeno, aproximadamente 4.5×108 N⋅m/kg.
Estirar el LAC un 10% altera su hueco de banda electrónica de 3.2 a 4.4 eV. Si se le dopa a lo largo de su cadena con extremos que permitan retorcerlo como si de asas se tratate, el gap de su banda electrónica se puede modificar, por ejemplo con un giro de 90° de extremo a extremo, el LAC se vuelve semiconductor magnético.
En el año 2017 , se determinó que las bandas de conducción de cadenas de LAC confinado (LCC) dentro de nanotubos de carbono de doble pared con longitudes entre 36 y 6000 átomos, tenían un rango entre 2.253 a 1.848 eV, siguiendo una relación lineal con la frecuencia de Raman. Esta banda tan estrecha de potencial es el menor gap observado en cadenas de LAC. La comparación con datos experimentales obtenidos para cadenas cortas en gases o disoluciones demuestran el efecto de encapsulación DWCNT, proyectando una gran disminuación de dicha banda.
Las cadenas de LAC son prometedoras para ser dopadas y actuar como almacenaje de energía o hidrógeno molecular.
El carbino es un alótropo de carbono compuesto de átomos de carbono con hibridación sp. Aunque se sugiere su formación en el laboratorio, no se describe una muestra bien definida. El interés en el carbino y sus propiedades potenciales sigue siendo intenso debido, al menos en parte, a los avances tecnológicos que ofrecen otros alótropos de carbono, como los fullerenos, los nanotubos de carbono y el grafeno. Aquí, describimos la síntesis de una serie de poliinos conjugados como modelos para carbino. El más largo de la serie consta de 44 carbonos acetilénicos contiguos, y mantiene un entramado claramente compuesto por enlaces simples y triples alternados. Los análisis espectroscópicos de estos poliinos revelan una clara tendencia hacia una brecha finita entre el orbital molecular ocupado más alto y el orbital molecular desocupado más bajo para el carbino. que se estima en ~485 nm (~2,56 eV). Incluso los miembros más largos de esta serie de poliinos no son particularmente sensibles a la luz, la humedad o el oxígeno, y pueden manipularse y caracterizarse en condiciones normales de laboratorio.

### La estructura molecular del carbino
En química orgánica, carbino es a menudo un "término general" para cualquier compuesto cuya estructura molecular incluye un átomo de carbono eléctricamente neutro con tres electrones no enlazados, conectado a otro átomo por un enlace simple. La cadena de átomos de carbono se mantiene unida por enlaces atómicos simples y triples dobles o alternos. Eso lo convierte en un verdadero material unidimensional, a diferencia de las láminas de grafeno del grosor de un átomo.
Las cadenas de carbono se clasifican tradicionalmente como cumuleno (cadenas monoatómicas con enlaces dobles, = C = C = ) o poliino (cadenas dimerizadas con enlaces simples y triples alternados, −C≡C−).
Un  poliino  es cualquier compuesto orgánico con  enlaces simples y triples alternantes ; es decir, (−C≡C−) n con n mayor que 1. El ejemplo más simple es diacetileno o buta-1,3-diyne, H−C≡C−C≡C−H. El carbono acetilénico lineal (también conocido como carbino) es un alótropo del carbono que tiene la estructura química (−C≡C−) n, con enlaces simples y triples alternados, por lo que sería el último miembro de la familia de los poliinos . 
Un  cumuleno  es un hidrocarburo con tres o más dobles enlaces acumulativos (consecutivos). Un miembro de esta clase de compuestos es el butatrieno (que también se denomina simplemente cumuleno), H2C=C=C=CH2. A diferencia de la mayoría de los alcanos y alquenos, los cumulenos tienden a ser rígidos, lo que los hace atractivos para la nanotecnología molecular. Los cumulenos se encuentran en regiones del espacio donde el hidrógeno es raro.

## Usos del carbino en el campo de la nanotegnologia
Este descubrimiento podría suponer el primer paso hacia la producción de grandes cantidades de este supermaterial, que ha atraído el interés del sector nanotecnológico. Para los investigadores, «la combinación inusual de propiedades mecánicas y electrónicas del carbino es de gran importancia para su aplicación en sistemas nanomecánicos o dispositivos opto-electromecánicos». Pero parece que no es todo del color de rosa, ya que existe un pequeño problema. Parte de la comunidad científica sostiene que el contacto de dos cadenas de carbón puede reaccionar explosivamente al tratarse de un material «extremadamente inestable». Por lo que ahora les toca a los científicos fabricarlo de forma estable.
El español Marcos García Suero,del Instituto Catalán de Investigación Química (ICIQ) (Cataluña, España), reunió un equipo liderado por el mismo  para lograr transformaciones químicas sin precedentes, y han descubierto una manera de controlar las moléculas de carbino  mediante el uso de LEDS( que son unos catalizadores que tienen la propiedad de capturar la luz de una manera eficiente ), y utilizarlo para crear nuevas moléculas, “Los carbinos nos han permitido desarrollar un concepto sintético inexplorado, con un futuro muy prometedor para el descubrimiento de fármacos o materiales”, por lo que su descubrimiento y el poder controlarlos ahora es mucho más significativo que hace algunos años para poder avanzar tanto en materiales como en la medicina.
Las tres valencias libres de los carbinos implican que tres electrones están dispuestos a formar nuevos enlaces, lo que los convierte en una navaja suiza para la síntesis de nuevas moléculas. Los carbinos permiten crear moléculas quirales de manera rápida y sostenible, algo clave para el desarrollo de nuevos fármacos.gracias a los carbinos, podemos ensamblar estructuras químicas complejas muy fácilmente”. Utilizando esta novedosa técnica, los químicos del ICIQ han modificado varios medicamentos comerciales como la duloxetina (antidepresivo), el ibuprofeno (antiinflamatorio), el taxol (antitumoral) o el fingolimod (el primer tratamiento oral para la esclerosis múltiple).